# Đường tỉnh 105
Đường tỉnh 105 hay tỉnh lộ 105, viết tắt ĐT.105 hay TL.105, là đường tỉnh ở huyện Sốp Cộp, tỉnh Sơn La.

## Lộ trình
Đường tỉnh 105 (Sốp Cộp – Mường Lèo – Mường Lói) bắt đầu từ trung tâm huyện Sốp Cộp đến xã Mường Lèo, huyện Sốp Cộp (giáp xã Mường Lói, huyện Điện Biên, tỉnh Điện Biên) với chiều dài là 64 km.
Đường tỉnh 105 nối vào quốc lộ 6 ở rìa nam xã Chiềng Sinh 21°16′7″B 103°58′27″Đ / 21,26861°B 103,97417°Đ thành phố Sơn La, đi về hướng nam đến xã biên giới Chiềng Khương và Cửa khẩu Chiềng Khương 20°54′58″B 103°58′36″Đ / 20,91611°B 103,97667°Đ thì đổi hướng tây bắc. Đến thị trấn Sông Mã gặp đường tỉnh 115 đã chuyển thành Quốc lộ 4G. Từ thị trấn này đường đổi hướng tây nam, đi theo thung lũng của Nậm Công, tới thị trấn Sốp Cộp. 20°56′16″B 103°35′52″Đ / 20,93778°B 103,59778°Đ
Theo bản đồ 1:50.000 thì đường đi tiếp dọc xã Nậm Lạnh tới gần biên giới Việt - Lào. Tuy nhiên ngày 9/7/2019 giới chức hai tỉnh Sơn La và Hủa Phăn CHDCND Lào khai trương cặp cửa khẩu phụ Nậm Lạnh - Muang Peu (Mường Pợ) để tạo điều kiện thuận lợi cho nhân dân hai nước đi lại, trao đổi hàng hóa nói chung, và đối với hai huyện Sốp Cộp - Mường Son nói riêng.. Đường tỉnh 105 được điều chỉnh tuyến từ giữa xã Nậm Lạnh và phát triển đến Cửa khẩu Nậm Lạnh 20°49′15″B 103°28′32″Đ / 20,820822°B 103,47559°Đ để tạo thuận lợi cho lưu thông biên giới.